# Fiume Nero
Il Fiume Nero (in vietnamita: Sông Đà; in cinese: 李仙江S, Lǐxiān JiāngP), corso d'acqua del Vietnam settentrionale, è il più importante affluente del Fiume Rosso (Song Hong). Trae il suo nome dal fatto che, attraversando una zona ricca di giacimenti carboniferi in superficie, vede tingere le sue acque di un colore scuro. Nasce nello Yunnan, in Cina, e scorre prevalentemente nella regione vietnamita di Tây Bắc, attraversando la provincia di Lai Châu (nella quale forma parte del confine con quella di Điện Biên) e successivamente quelle di Sơn La e di Hòa Bình.
Si getta nel Fiume Rosso, provenendo da destra, nella Provincia di Phú Thọ, nei pressi di Việt Trì, una sessantina di chilometri a monte di Hanoi, la capitale del paese. Forma inoltre una parte del confine tra la provincia di Phú Thọ e quella di Hanoi (dopo l'integrazione in quest'ultima della provincia di Hà Tây il 1º agosto 2008).
La sua lunghezza totale è di 927 km, dei quali 400 in Cina e 527 in Vietnam.
Lungo il suo corso si trovano tre centrali idroelettriche: la diga di Hòa Bình, terminata nel 1994, è stata la più grande del Sud-est asiatico (8160 GWh annuali) fino alla costruzione della diga di Sơn La nel 2010, attuale detentrice del titolo (10.246 GWh annuali), e la diga di Lai Châu Dam nel distretto di Mường Tè nella provincia di Lai Châu.